# Flirt à Saint-Moritz
Pour plus de détails, voir Fiche technique et Distribution.
Flirt à Saint-Moritz (Der Springer von Pontresina) est un film allemand avec coproduction suisse réalisé par Herbert Selpin, sorti en 1934. 

## Synopsis
A Pontresina, en Suisse, Tielkko est l'espoir de l'équipe allemande de saut à ski. Brillant, le sportif est également - et malheureusement - attiré par les cafés et les dancings de Saint-Moritz. Séduit par Violett, une jolie coquette anglaise, il en oublie l'entraînement et ce qui devait arriver arrive : la chute au cours de la compétition. Il lui faudra changer pour remonter la pente et reconquérir  Lies, skieuse émérite qui, elle, l'aime vraiment.

## Fiche technique
- Titre : Flirt à Saint-Moritz
- Titre original : Der Springer von Pontresina
- Réalisation : Herbert Selpin
- Scénario : Hans Richter (de) d'après son roman homonyme (éditions E. Keils Verlag, Berlin 1930)
- Musique : Will Meisel
- Décors : Robert Dietrich, Bruno Lutz
- Photographie : Sepp Allgeier, Richard Angst
- Montage : Lena Neumann
- Production : Ralph Scotoni
- Sociétés de production et de distribution : Terra Filmkunst (Berlin) et Interna Tonfilm (Zurich)
- Pays de production :  Allemagne,  Suisse
- Format : 35mm, Noir et blanc, 1,37:1
- Durée : 95
- Dates de sortie : 
  - Allemagne : 23 mai 1934
  - Suisse : 12 octobre 1934

## Distribution
- Sepp Rist : Uli Beckers
- Vivgenz Eickstedt : Tielko Groots
- Edith Anders : Lies
- Eric Helgar : Moritz
- Rudolf Klicks : Max
- Friedrich Ettel : Friedrich Holm
- Annie Markart : Violett Moore
- Walter Rilla : le violoniste Peter Tonani